# Tewhida Ben Sheikh
Tewhida Ben Sheikh (àrab: توحيدة بن الشيخ)  (Ras Jebel, 2 de gener de 1909 - 6 de desembre de 2010) coneguda també com a Tawhida Ben Cheikh o Taouhida Ben Cheikh, fou una metgessa coneguda sobretot per ser la primera musulmana de Tunísia a obtenir el batxillerat (1928) i per ser la primera metgessa, pediatra i ginecòloga del món àrab i la primera dona que formà part del Consell de l'Associació Mèdica tunisiana. Especialitzada en pediatria i en ginecologia, fou pionera en salut sexual, i facilità l'accés a mètodes anticonceptius i a l'avortament.
Al març del 2020 es posà en circulació un bitllet de 10 dinars emès pel Banc Central de Tunísia amb la figura de la metgessa Tewhida Ben Cheikh, la primera dona que apareix en un bitllet de curs legal del nord d'Àfrica.

## Biografia
La seua família era originària de Ras Jebel, ciutat costanera del nord-est de Tunísia que en aquest període era colònia de l'estat francés. Perd el seu pare, Mansour Ben Sheikh quan era molt jove. La seua mare, Hallouma, vídua, assumeix la cura de Tewhida i de les seues quatre germanes i germans.(1) La seua educació inicial fou en la primera escola pública per a xiquetes musulmanes, establerta pel protectorat francés. En aquesta escola, Tewhida Ben Sheikh va aprendre àrab i francés. Entre 1918 i 1922 estudia amb les germanes del carrer del Pacha i posteriorment és admesa al liceu Armand-Fallières de Tunísia, i al 1928 és la primera dona musulmana que obté el batxillerat.
El metge bacteriòleg francés Etienne Burnet, director de l'Institut Louis Pasteur de Tunísia i la seua esposa l'ajuden per a inscriure's en la facultat de Medicina de París. Amb el suport de sa mare per a superar les reticències de la família paterna, Tawhida embarca cap a l'estat francés el 1929. S'hi llicencia el 1936, especialitzada en pediatria i torna a Tunísia.

### Trajectòria professional
Va obrir un consultori a Bab Menés, prop de la medina de Tunísia, practicant medicina privada perquè els serveis dels hospitals públics estaven controlats per les autoritats franceses. Dedicada de primer a la medicina general, davant l'afluència de dones a la seua consulta, s'orientà cap a la ginecologia.
El 1955 la nomenaren cap del servei de maternitat de l'Hospital Charles-Nicolle de Tunísia i el 1964 es traslladà a l'Hospital Aziza Othmana (1964-1977).
Twehida Ben Sheikh lluità per la gestació controlada i el dret a l'avortament -legalitzat a Tunísia el 1973-. El 1963 creà un servei de planificació familiar i el 1968 una clínica especialitzada en aquest tema abans d'ocupar el 1970 la direcció de planificació familiar per formar altres metges.
Fou vicepresidenta de la Mitja Lluna Vermella de Tunísia.
Des del seu retorn de París a partir del 1937 dirigí una nova revista, Leila, publicitada com "una revista mensual il·lustrada per a l'evolució i l'emancipació de les dones musulmanes nord-africanes". També fou membre de la Unió Musulmana de Dones de Tunísia (UMFT), fundada per la feminista Bchira Ben Mrad.
Va morir el 6 de desembre del 2010 a l'edat de 101 anys.

## Vida personal
Es casà amb un dentista el 1943; la parella tingué dos fills i una filla: Faycel Benzina, veterinari, Omar Benzina, dentista, i Zeïneb Benzina, historiadora i arqueòloga, directora de Recerques de l'Institut Nacional de Patrimoni de Tunísia.
Tawhida Ben Cheikh és neboda de Tahar Ben Ammar (1889-1985), un polític que jugà un paper fonamental en el Moviment nacional tunisià a partir del 1920.(13)

## Reconeixement pòstum
Des del 27 de març del 2020 hi ha en curs un bitllet de 10 dinars emés pel Banc Central de Tunísia amb la seua imatge. Després d'uns anys de debat sobre l'emissió d'un bitllet en el seu homenatge, es decidí la impressió del bitllet en plena crisi del coronavirus amb "la idea de retre homenatge al personal sanitari (...) en primera línia en aquesta crisi de la covid-19" remarcà el governador del Banc Central.(5)